# Diritti LGBT in Gabon

Posizione del Gabon in Africa

Le persone gay, lesbiche, bisessuali e transgender in Gabon possono dover affrontare sfide non previste per i residenti non-LGBT. Il 5 luglio 2019 il codice penale venne modificato per criminalizzare le relazioni sessuali tra persone dello stesso sesso e almeno due persone sono state arrestate sulla base di questa legge e soggette ad estorsione da parte della polizia per essere rilasciate. Solo un anno dopo però, il Gabon ha decriminalizzato l'omosessualità nel paese.
Le coppie e famiglie formate da persone dello stesso sesso non hanno diritto alle stesse forme di protezione legale disponibili per le famiglie eterosessuali e le persone LGBT subiscono stigmatizzazione da parte della maggior parte della popolazione
Nel dicembre 2008, il Gabon ha sponsorizzato e firmato una dichiarazione non vincolante dell'ONU che richiedeva la decriminalizzazione dell'omosessualità a livello globale, risultando uno degli appena sei paesi africani che pure hanno votato favorevolmente alla risoluzione.
Nel 2011, tuttavia, il Gabon ha votato contro una "dichiarazione congiunta sulla fine degli atti di violenza e relative violazione dei diritti umani basate sull'orientamento sessuale e l'identità di genere" alle Nazioni Unite.

## Leggi sui rapporti omosessuali
A partire dall'indipendenza ottenuta dalla Francia nel 1960 e fino al 2019, le relazioni tra persone dello stesso sesso non erano vietate. L'età del consenso, tuttavia, era differente (18 per gli eterosessuali, 21 per gli omosessuali) Nonostante ciò, il comitato sui diritti economici, sociali e culturali affermò nel 2013 che il Gabon continuava ad essere un ambiente fortemente discriminatorio per le persone LGBT, "il che potrebbe essere il motivo per il quale le denunce LGBT sono così poche".
Il 5 luglio 2019 il Gabon approvò una modifica al codice penale che vietò le relazioni omosessuali con una pena fino a 6 mesi di carcere e/o una multa fino a 5 milioni di franchi CFA. Quasi un anno dopo, però, il 23 giugno 2020 l'assemblea nazionale del Gabon approvò una legge governativa per decriminalizzare l'attività sessuale tra persone dello stesso sesso. Venne poi approvata dal Senato del Gabon il 29 giugno successivo, e firmata dal Presidente del Gabon il 7 luglio 2020.
L'età del consenso è fissata a 18 anni sia per i rapporti eterosessuali sia per quelli omosessuali.

## Riconoscimento delle relazioni omosessuali
Lo stato non dà alcun riconoscimento giuridico alle coppie formate da persone dello stesso sesso.

## Leggi contro le discriminazioni
Non vi è alcuna legge contro le discriminazioni basate sull'orientamento sessuale o sull'identità di genere.

## Condizioni di vita
Un rapporto del 2010 del Dipartimento di Stato degli Stati Uniti d'America afferma che "la discriminazione e la violenza contro le persone lesbiche, gay, bisessuali e transgender (LGBT) è un problema, tanto che gli individui LGBT mantengono la loro identità segreta per il timore di subire molestie."

## Tabella riassuntiva
| Attività e relazioni sessuali legali                                                  | (illegale solo dal 5 luglio 2019 al 7 luglio 2020) |
| Parità dell'età di consenso (18)                                                      | Si                                                 |
| Leggi anti-discriminazione sul lavoro                                                 | No                                                 |
| Leggi anti-discriminazione nella fornitura di beni e servizi                          | No                                                 |
| Leggi anti-discriminazione in tutti gli altri settori (incluse le espressioni d'odio) | (Illegale in alcuni contesti)                      |
| Matrimonio egualitario                                                                | No                                                 |
| Unione civile                                                                         | No                                                 |
| Step-child adoption                                                                   | No                                                 |
| Adozione                                                                              | No                                                 |
| Autorizzazione a prestare servizio nelle forze armate                                 | (Dal 2016)                                         |
| Diritto di cambiare genere nei documenti                                              | ?                                                  |
| Accesso alla fecondazione in vitro per le lesbiche                                    | No                                                 |
| Surrogazione di maternità                                                             | No                                                 |
| Permesso di donare il sangue                                                          | (Nessuna restrizione sull'orientamento sessuale)   |